# Franco Giorgetti
Francesco "Franco" Giorgetti (13 de outubro de 1902 — 18 de março de 1983) foi um ciclista italiano e campeão olímpico em ciclismo de pista.

## Carreira olímpica
Nos Jogos Olímpicos de 1920 em Antuérpia, na Bélgica, ele conquistou a medalha de ouro na prova de perseguição por equipes, juntamente com Arnaldo Carli, Primo Magnani e Ruggero Ferrario. Também competiu na prova dos 50 quilômetros, terminando na sexta posição, e na velocidade individual, sendo eliminado na repescagem.